# Олонка
Олонка (рос. Олонка) — річка в Російській Федерації, що протікає в Республіці Карелія. Правобережна притока річки Анабар. Довжина — 87 км, площа водозабірного басейну — 2620 км².
Річка витікає з озера Утозеро на висоті близько 70 м. Основиний напрямок руху течії з півночі на південь, але у місці впадіння річки Мегрега, річка робить поворот і тече зі сходу на захід та впадає у Ладозьке озеро.
Річка використовувалась для лісосплаву аж до 1975 року.
В річці добувалися перлини, що використовувалися для виготовлення прикрас.
Найважливіші притоки — Мегрега та Тукса. При впадінні Мегреги, розташоване місто Олонець.